# Polscy kardynałowie
Polscy kardynałowie – obecnie w Kolegium Kardynałów zasiada pięciu kardynałów – Polaków. Spośród nich trzech jest uprawnionych do udziału w konklawe z prawem wyboru. Są to kardynałowie, którzy w dniu zaistnienia wakatu Stolicy Apostolskiej nie osiągnęli jeszcze wieku 80 lat.
Ostatnim polskim kardynałem kreowanym przez papieża jest Grzegorz Ryś (na konsystorzu 30 września 2023, zwołanym przez Franciszka).

## Żyjący kardynałowie
| Imię i nazwisko   | Data urodzenia    | Portret | Funkcja                                                         | Papież kreujący | Data kreacji      | Uprawnienia elektorskie  | Tytuł                                                    |
| ----------------- | ----------------- | ------- | --------------------------------------------------------------- | --------------- | ----------------- | ------------------------ | -------------------------------------------------------- |
| Kazimierz Nycz    | 1 lutego 1950     |         | arcybiskup senior warszawski, członek Episkopatu Polski         | Benedykt XVI    | 20 listopada 2010 | do 1 lutego 2030         | Kardynał prezbiter                                       |
| Konrad Krajewski  | 25 listopada 1963 |         | jałmużnik papieski, Prefekt Dykasterii ds. Posługi Miłosierdzia | Franciszek      | 28 czerwca 2018   | do 25 listopada 2043     | Kardynał diakon                                          |
| Grzegorz Ryś      | 9 lutego 1964     |         | arcybiskup metropolita łódzki, członek Episkopatu Polski        | Franciszek      | 30 września 2023  | do 9 lutego 2044         | Kardynał prezbiter                                       |
|                   |                   |         |                                                                 |                 |                   |                          |                                                          |
| Stanisław Dziwisz | 27 kwietnia 1939  |         | arcybiskup senior krakowski, członek Episkopatu Polski          | Benedykt XVI    | 24 marca 2006     | utracił 27 kwietnia 2019 | Kardynał prezbiter                                       |
| Stanisław Ryłko   | 4 lipca 1945      |         | emerytowany archiprezbiter bazyliki Matki Bożej Większej        | Benedykt XVI    | 24 listopada 2007 | utracił 4 lipca 2025     | Kardynał prezbiter (od 2018) Kardynał diakon (2007–2018) |

## Zmarli kardynałowie
kolejność według daty kreacji kardynalskiej
| Wizerunek | Nazwisko                   | Urodzony | Zmarł          | Kreowany przez        | Data kreacji         | Tytuł              | Uwagi                                                                                                  |
| --------- | -------------------------- | -------- | -------------- | --------------------- | -------------------- | ------------------ | --- |
|           | Zbigniew Oleśnicki         | 1389     | 1455           | Eugeniusza IV         | 18 grudnia 1439      | Kardynał prezbiter | |
|           | Aleksander mazowiecki      | 1400     | 2 czerwca 1444 | antypapieża Feliksa V | 12 października 1440 | brak               | |
|           | Wincenty Kot               | 1395     | 1448           | antypapieża Feliksa V | 11 marca 1441        | brak               | zrezygnował z godności kardynalskiej w 1447 po podporządkowaniu się prawowitemu papieżowi Mikołajowi V |
|           | Fryderyk Jagiellończyk     | 1468     | 1503           | Aleksandra VI         | 20 września 1493     | Kardynał prezbiter | |
|           | Stanisław Hozjusz          | 1504     | 1579           | Piusa IV              | 26 lutego 1561       | Kardynał prezbiter | |
|           | Jerzy Radziwiłł            | 1556     | 1600           | Grzegorza XIII        | 12 grudnia 1583      | Kardynał prezbiter | |
|           | Andrzej Batory             | 1563     | 1599           | Grzegorza XIII        | 4 lipca 1584         | Kardynał diakon    | |
|           | Bernard Maciejowski        | 1548     | 1608           | Klemensa VIII         | 9 czerwca 1604       | brak               | |
|           | Jan Albert Waza            | 1612     | 1634           | Urbana VIII           | 19 listopada 1629    | Kardynał diakon    | |
|           | Jan II Kazimierz Waza      | 1609     | 1672           | Innocentego X         | 28 maja 1646         | Kardynał diakon    | zrezygnował z godności kardynalskiej 6 lipca 1648 w związku z elekcją na tron polski                   |
|           | Jan Kazimierz Denhoff      | 1649     | 1697           | Innocentego XI        | 2 września 1686      | Kardynał prezbiter | |
|           | Michał Stefan Radziejowski | 1645     | 1705           | Innocentego XI        | 2 września 1686      | Kardynał prezbiter | |
|           | Jan Aleksander Lipski      | 1690     | 1746           | Klemensa XII          | 20 grudnia 1737      | Kardynał prezbiter | |
|           | Mieczysław Ledóchowski     | 1822     | 1902           | Piusa IX              | 15 marca 1875        | Kardynał prezbiter | |
|           | Włodzimierz Czacki         | 1834     | 1888           | Leona XIII            | 25 września 1882     | Kardynał prezbiter | |
|           | Albin Dunajewski           | 1817     | 1894           | Leona XIII            | 23 czerwca 1890      | Kardynał prezbiter | |
|           | Jan Puzyna                 | 1842     | 1911           | Leona XIII            | 15 kwietnia 1901     | Kardynał prezbiter | |
|           | Edmund Dalbor              | 1869     | 1926           | Benedykta XV          | 15 grudnia 1919      | Kardynał prezbiter | |
|           | Aleksander Kakowski        | 1862     | 1938           | Benedykta XV          | 15 grudnia 1919      | Kardynał prezbiter | |
|           | August Hlond               | 1881     | 1948           | Piusa XI              | 20 czerwca 1927      | Kardynał prezbiter | |
|           | Adam Stefan Sapieha        | 1867     | 1951           | Piusa XII             | 18 lutego 1946       | Kardynał prezbiter | |
|           | Stefan Wyszyński           | 1901     | 1981           | Piusa XII             | 12 stycznia 1953     | Kardynał prezbiter | |
|           | Karol Wojtyła              | 1920     | 2005           | Pawła VI              | 26 czerwca 1967      | Kardynał prezbiter | wybrany na papieża Jana Pawła II w 1978                                                                |
|           | Bolesław Kominek           | 1903     | 1974           | Pawła VI              | 5 marca 1973         | Kardynał prezbiter | |
|           | Bolesław Filipiak          | 1901     | 1978           | Pawła VI              | 24 maja 1976         | Kardynał diakon    | |
|           | Władysław Rubin            | 1917     | 1990           | Jana Pawła II         | 30 czerwca 1979      | Kardynał prezbiter | |
|           | Franciszek Macharski       | 1927     | 2016           | Jana Pawła II         | 30 czerwca 1979      | Kardynał prezbiter | |
|           | Józef Glemp                | 1929     | 2013           | Jana Pawła II         | 2 lutego 1983        | Kardynał prezbiter | |
|           | Andrzej Maria Deskur       | 1924     | 2011           | Jana Pawła II         | 25 maja 1985         | Kardynał prezbiter | |
|           | Henryk Gulbinowicz         | 1923     | 2020           | Jana Pawła II         | 25 maja 1985         | Kardynał prezbiter | |
|           | Kazimierz Świątek          | 1914     | 2011           | Jana Pawła II         | 26 listopada 1994    | Kardynał prezbiter | |
|           | Adam Kozłowiecki           | 1911     | 2007           | Jana Pawła II         | 21 lutego 1998       | Kardynał prezbiter | |
|           | Zenon Grocholewski         | 1939     | 2020           | Jana Pawła II         | 21 lutego 2001       | Kardynał prezbiter | |
|           | Marian Jaworski            | 1926     | 2020           | Jana Pawła II         | 21 lutego 2001       | Kardynał prezbiter | in pectore od 21 lutego 1998                                                                           |
|           | Stanisław Nagy             | 1921     | 2013           | Jana Pawła II         | 21 października 2003 | Kardynał diakon    | |